# U.S. Route 93
L'U.S. Route 93 è una delle principali autostrade degli Stati Uniti con direzione sud-nord negli Stati Uniti occidentali. Il capolinea sud è sulla U.S. Route 60 a Wickenburg in Arizona. Il capolinea nord è sul confine Canada-U.S.A. a nord di Eureka nella contea di Lincoln in Montana, dove la strada, presso Roosville nella provincia canadese della Columbia Britannica, prosegue come British Columbia Highway 93. Le città più importanti che l'US 93 attraversa includono: Las Vegas in Nevada, Twin Falls in Idaho, Missoula e Kalispell in Montana.